# Paix éternelle (Levitan)
Pour les articles homonymes, voir Paix éternelle.
Paix éternelle ou Au-dessus de la Paix éternelle ou Au-dessus du repos éternel (en russe : Над вечным покоем) est un des tableaux les plus connus d'Isaac Levitan.
Levitan commence à travailler à ce tableau durant l'été 1893, près du lac d'Oudomlia et de la ville de Vychni Volotchek, au nord de l'oblast de Tver. L'église représentée sur le tableau est celle d'une étude intitulée Église en bois de Plios sous les derniers rayons du soleil. Une esquisse du tableau Paix éternelle, réalisée sur papier au crayon graphite, est également conservée à la Galerie Tretiakov sous le nom de Avant l'orage.
Dans une lettre à Pavel Tretiakov, datée du 18 mai 1894, le peintre écrit à propos de sa toile : « Je suis vraiment très heureux que mon travail vous soit à nouveau parvenu, je suis dans une sorte d'extase depuis hier. Et cela, en fait, est surprenant, puisque vous en avez assez de mes affaires, mais que cette dernière œuvre soit arrivée à vous, cela me touche tellement fort parce que je suis tout en elle avec toute mon âme, c'est tout ce que j'ai en moi… ». Dans une autre lettre il écrit : « L'éternité, une éternité terrible, dans laquelle les générations se sont noyées et se noient encore… Quelle horreur, quelle peur ! ». C'est à cette éternité que le tableau de Levitan fait penser. Pavel Tretiakov lui acheta ce tableau et Levitan en fut très heureux.

## Sujet
Levitan exprime dans cette œuvre, avec une intensité tragique, les rapports entre la nature toute-puissante et la faiblesse de l'homme. L'étendue redoutable du fleuve, le grand vent, l'immensité du ciel, la pauvre chapelle, les petites croix du cimetière touchent par leur faiblesse et leur abandon.
L'eau et le ciel éveillent la pensée de l'insignifiance et de la fugacité de la vie. Le vent secoue les arbres, pousse les nuages, entraîne le spectateur dans l'immensité du nord. La sombre majesté de la nature n'a comme contrepartie que la minuscule lumière à la fenêtre de l'église.
C'est un des tableaux russes les plus suggestifs du début du XXe siècle dans lequel Levitan évoque, comme au travers d'une lentille grand angle, le caractère infini et la sérénité mélancolique du paysage russe. La brillance et la lumière réfractée dans les eaux, la structure fortement horizontale en font un exemple du luminisme russe.

### Travail sur le tableau
Le travail sur la tableau Paix éternelle commence en 1893, alors qu'Isaac Levitan vit dans le gouvernement de Tver,. D'abord, à l'invitation du ténor Laurent Donskoï (ru), le peintre visite la propriété Garino sur la rivière Msta. Puis, avec sa compagne, peintre elle aussi, Sofia Kouvchinnikova, Levitan arrive en train à la station Troïtsa, (aujourd'hui — Oudomlia), qui à cette époque faisait partie de la ligne de chemin de fer Moscou-Rybinsk. Ils rencontrent à la station un paysan du village de Doronino, un certain Philippe Petrov qui leur recommande de rester dans le domaine des Ouchakov à Ostrovno, en leur précisant qu'on y accueille volontiers les estivants, et qu'il les conduira jusque là ,. Le manoir du domaine est situé au bord du lac d'Ostrovno, sur lequel émergent trois îles.

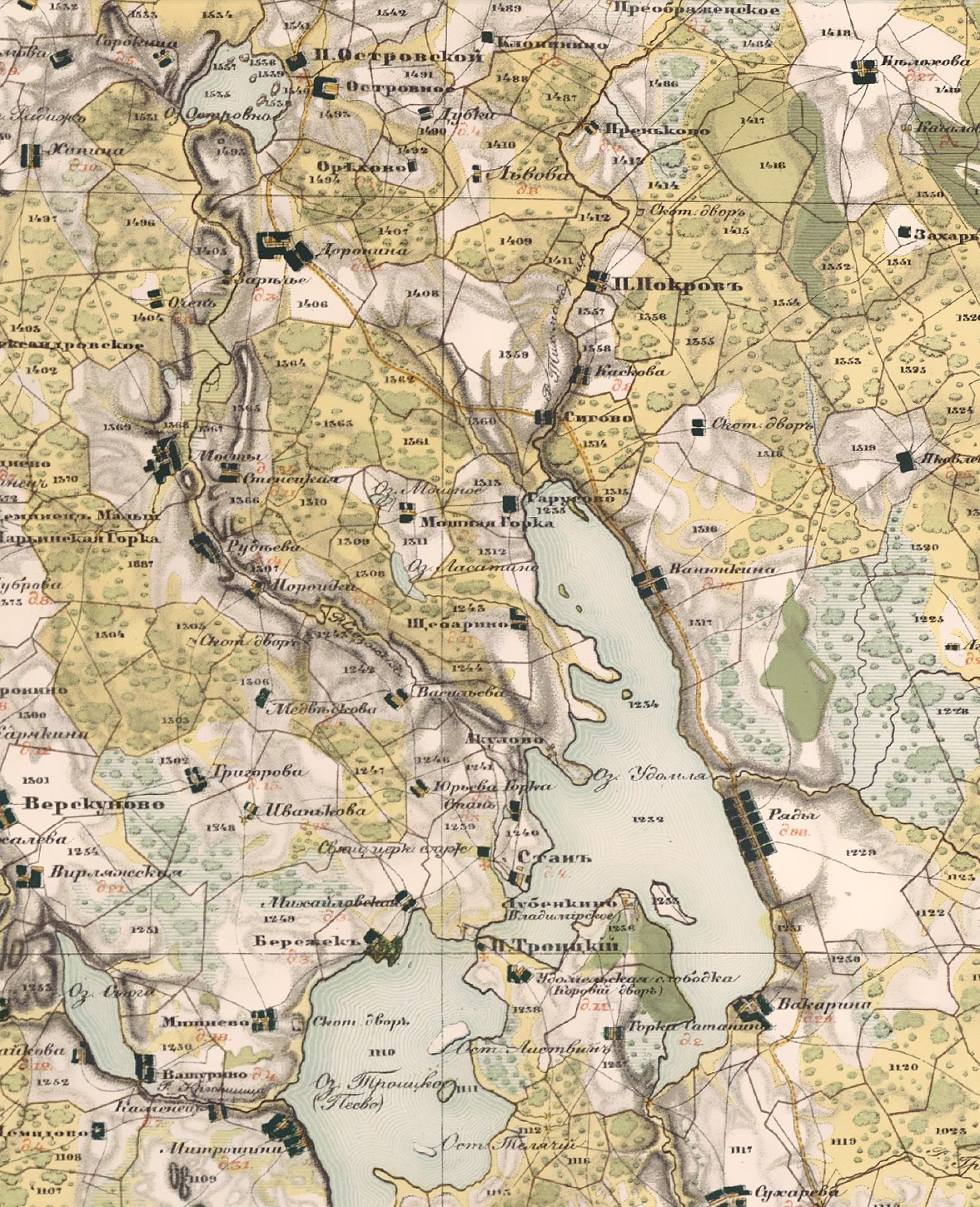
Lacs d'Oudomlia et d'Ostrovno carte topographique 1853.

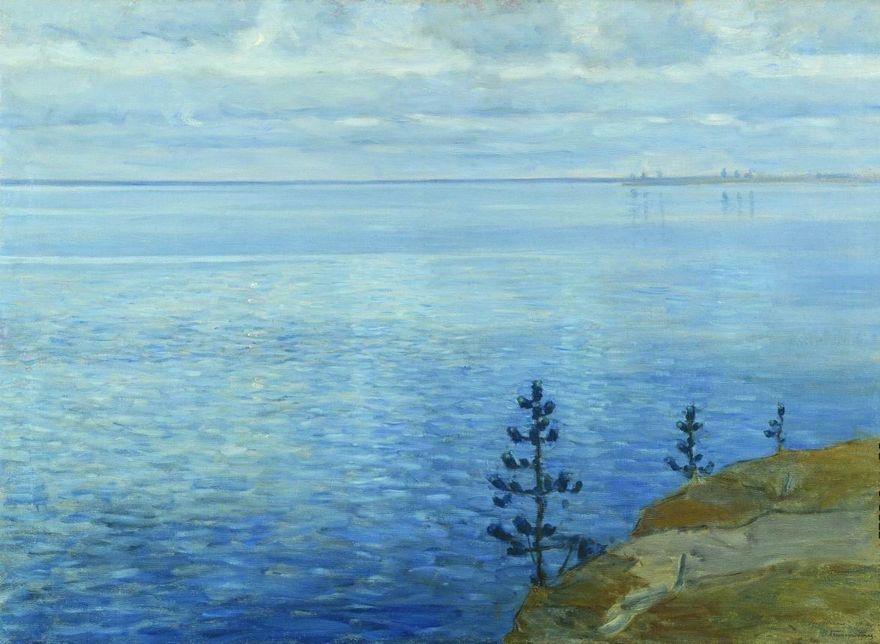
Vitold Bialynitski-Biroulia, Le lac Oudomlia, 1911.

Les propriétaires du domaine étaient Ekaterina Nikolaievna Ouchakova (née Seslavina, 1821—1910) et ses enfants Varvara Valdimirovna (1849 - vers 1919), Sofia Vladimirovna (1851 - vers 1919) et Nikolaï Valdimirovitch (1859—1917). Ils accueillent chaleureusement Levitan et Sofia Kouvchinnikova et essayent par tous les moyens de créer les conditions les plus favorables à leur travail créatif. Le peintre Vitold Bialynitski-Biroulia, qui a visité Ostrovno dans les années 1900, donne, dans ses mémoires, une description détaillée de la maison, dans laquelle a vécu Levitan en 1893 : « La vieille maison des Ouchakov, de style Empire, est peinte en bleu-vert et ses fenêtres sont garnies de vitraux. Un grand escalier permet de descendre en quelques marches vers un balcon donnant sur le jardin couvert de lilas. Cette maison occupait un vaste espace dans la propriété ». Levitan et Sofia Kouvchinnikova louent deux chambres au premier étage. Bialynitski-Biroulia écrit : « Les chambres de la maison sont très lumineuses, blanches, sans papier peint, des fenêtres donnent vers l'ouest, d'où Levitan pouvait observer les couchers de soleil, tandis que l'une d'elles donne sur un balcon d'où la vue sur le lac est magnifique. Dans la chambre se trouve un clavecin. Du balcon descend un escalier qui mène au fabuleux jardin couvert de lilas ».
Levitan et Sofia Kouvchinnikova passaient une partie de leur temps près du lac Oudomlia, situé à six kilomètres d'Ostrovno. Là ils séjournent dans la propriété Garoussov, dont le propriétaire est un certain Araktcheïev - lointain descendant du comte Alexis Araktcheïev, éminent homme politique et général du début du XIXe siècle-. À cette époque, Mikhaïl Mikhaïlovitch Araktcheïev (vers 1850 - vers 1917), restait à demeure dans le domaine et son activité préférée était la pêche. Il propose à ses hôtes la mansarde du premier étage pour s'y reposer. La rive du lac Oudomlia dans le district de Garoussov est représentée sur le tableau de Levitan intitulé Le Lac (1893, aujourd'hui au Musée d'Art Radichtchev (Saratov)).
Selon Sofia Petrovna, le travail pour le tableau Paix éternelle « a été réalisé sur place et le motif tout entier a été pris dans la nature qui les entourait lors de l'une de leurs promenades à cheval »,. Sofia Petrovna se souvient que Levitan avait réalisé son tableau « avec beaucoup d'enthousiasme » et qu'il lui demandait souvent de jouer Beethoven, et en particulier la symphonie Eroica et sa Marche funèbre ».
Durant sa période de travail sur le tableau, Levitan a réalisé des variantes d'esquisses au crayon, puis une série d'études, ainsi qu'un grand croquis de la future peinture Paix éternelle (huile sur toile, 95 × 197, 1893, aujourd'hui à la Galerie Tretiakov). À la fin de l'année 1893, le peintre poursuit son travail sur la toile à Moscou. La toile est achevée au début de l'année 1894 . Elle est alors signée dans le coin inférieur droit : « И Левитанъ 94 ».

### 22eexposition des Ambulants et vente du tableau
La toile Paix éternelle est exposée à la 22e exposition des Ambulants, en même temps que d'autres toiles de Levitan : Sur le Lac (sur le Lac du gouvernement de Tver), Ombres du soir, Venise-Étude et de quelques pastels. Cette exposition se tient le 6 mars 1894 (selon d'autres données le 8 mars) à Saint-Pétersbourg et déménage à Moscou en avril. La partie de l'exposition qui se tient à Saint-Pétersbourg a lieu dans les bâtiments de la Société impériale d'encouragement des beaux-arts. Parmi les paysages exposés par d'autres peintres qui sont présents à l'exposition, les critiques ont leur attention attirée par le tableau Cimetière dans la forêt d'Ivan Chichkine, Rive déserte d'Efim Volkov, La Terre de Nikolaï Doubovskoï, En Crimée de Valentin Serov, Le Ressac de Nikolaï Dossekine (en) et quelques autres .

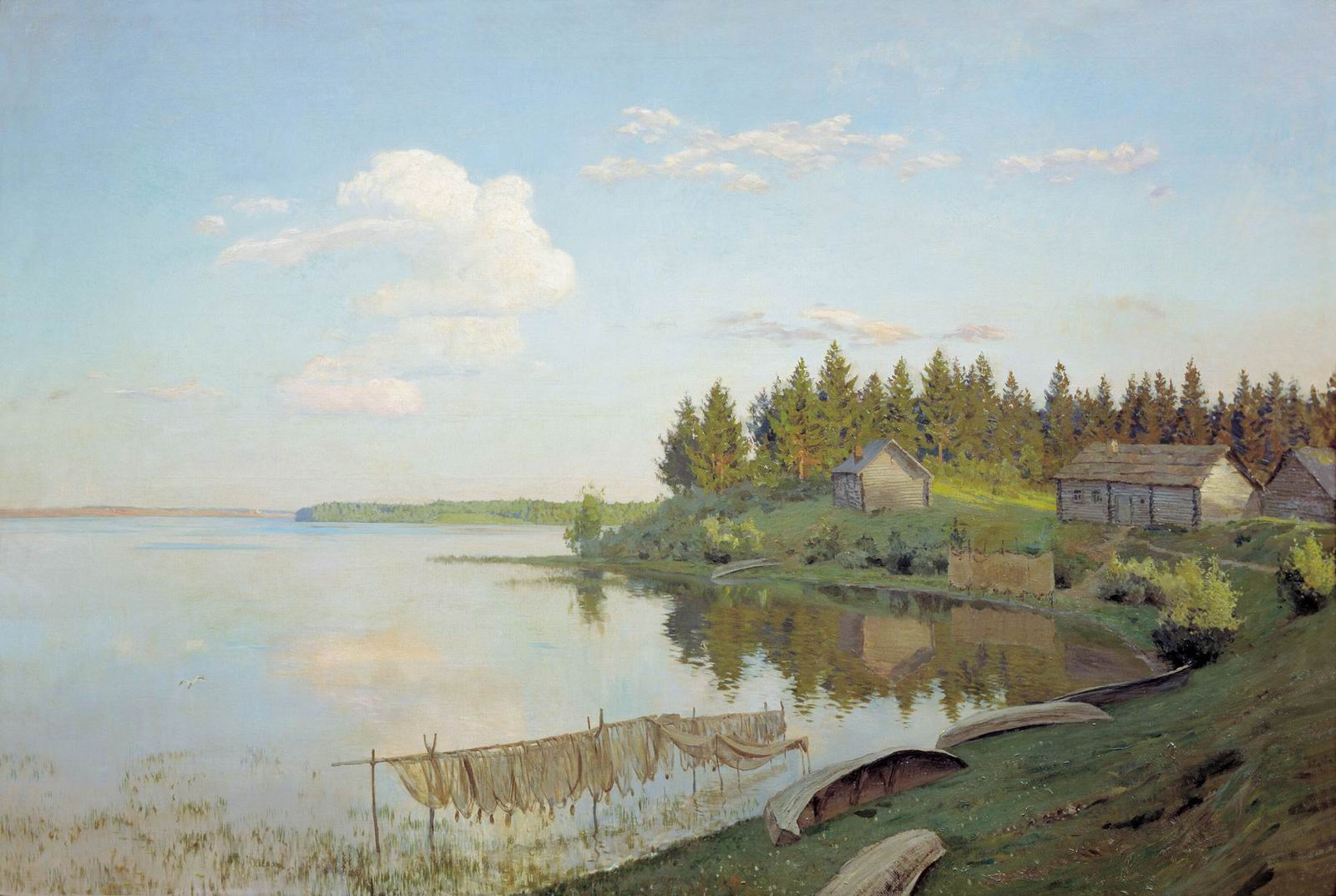
Sur le Lac (toile, huile,, 1893, Musée d'Art Radichtchev (Saratov).

Selon certaines informations, durant l'exposition à Saint-Pétersbourg, le tableau Paix éternelle a été fort endommagé en raison du fait que les organisateurs ont suspendu le tableau à un endroit des plus défavorables . Avant l'ouverture de l'exposition à Moscou, qui doit avoir lieu dans les locaux de l'École de peinture, de sculpture et d'architecture de Moscou, Levitan, qui est sur le point de partir à l'étranger, écrit une lettre au peintre Ilya Ostroukhov en lui demandant de placer son tableau Paix éternelle à un endroit plus à son avantage. Dans cette lettre datée du 12 mars 1894, Levitan écrit : « Mon cher Ilia Semionovitch ! Je quitte Moscou demain et je ne serai pas à l'exposition des Ambulants, si bien que je vous demande, si vous êtes un des organisateurs de l'exposition, ou même si vous ne l'êtes pas, de transmettre ma demande à ceux qui l'organisent. Celle de placer mon grand tableau dans le groupe nature à la place de Eux profondes, ou de Rive boisée... »,. Pour être certain que sa demande parvienne bien aux organisateurs, Levitan la répète dans une lettre envoyée de Nice en date du 9 avril 1894 adressée au peintre Apollinaire Vasnetsov.
Avant même l'exposition des Ambulants, la toile Paix éternelle était déjà acquise par Pavel Tretiakov. Dans une lettre à ce dernier datée du 18 mai 1894, Lévitan écrit : « Je suis tellement heureux de savoir que mon dernier tableau vous reviendra, que je suis dans l'extase depuis hier. Et c'est surprenant parce que vous avez déjà pas mal de mes tableaux, mais que ce dernier soit également pour vous cela me touche énormément dans toute mon âme et je serais vraiment peiné jusqu'aux larmes s'il ne rejoignait pas votre immense collection ».

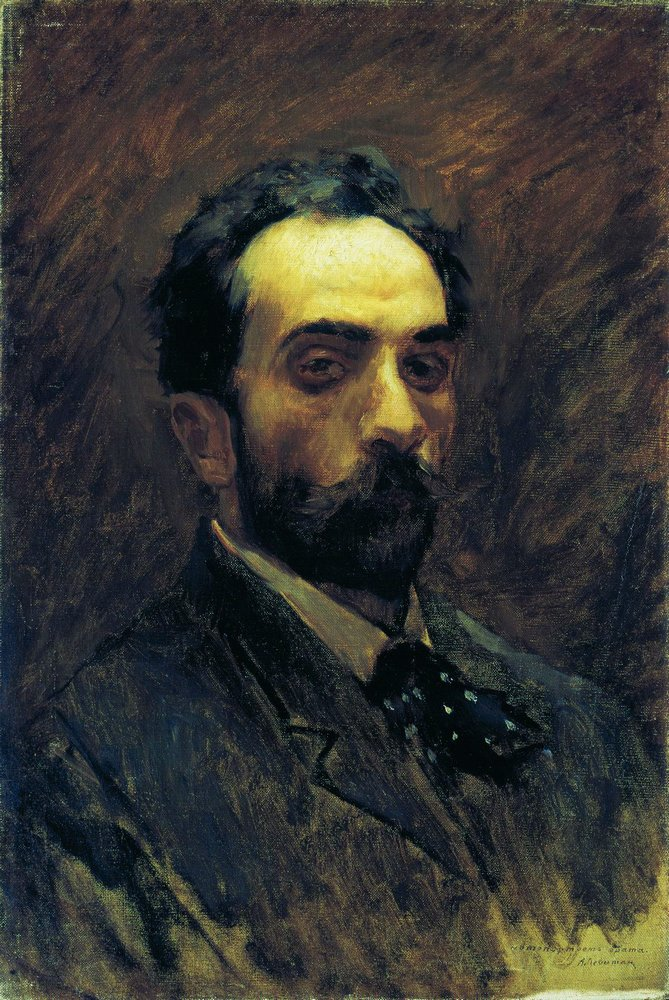
Autoportrait d'Isaac Levitan (Galerie Tretiakov) (1890).

La toile Paix éternelle a attiré sur elle l'attention des critiques et du public, mais les attitudes à son égard sont loin d'être sans équivoques. De nombreux critiques ont qualifié le tableau d'une arrogance étonnante pour son public. Comme ils ne comprennent pas l'idée philosophique que Levitan tente de transmettre par son tableau, certains ont trouvé le nom de l'œuvre trop prétentieux et destiné simplement à élever artificiellement la signification du tableau . L'auteur d'un article écrit dans le journal Bulletin de Moscou dans un article à propos de l'exposition (no 130, du 11 mai 1894), que « le titre du tableau aurait dû être plus modeste, et qu'il s'y trouve un abîme de prétention derrière de vastes plans mal exécutés ». Le souhait de Levitan de transmettre ses expériences personnelles profondes et son sentiment sur la vie en général sont perçus par certains comme une tentative de suivre le mouvement pessimiste à la mode en cette fin de siècle. D'autres encore estiment que le titre contredit l'image présentée sur la toile qui est loin, selon eux, de la Paix éternelle. En particulier l'auteur de l'article de la revue Nablioudatel (en),(no 9 de 1894), écrit (en parlant de l'espace d'eau comme d'une rivière et non un lac) : « La rivière s'écoule et bouillonne, et, à l'horizon, s'accumulent de gros nuages, le terre respire, c'est Partout la vie ; mais l'artiste est dominé par le pessimisme et il se hâte de rejoindre le spectateur dans sa mélancolie par le nom donné au tableau pour lui rappeler l'heure de la mort ».
L'auteur de l'article synoptique sur l'exposition des Ambulants publié dans le journal Nedelia (en) (1866—1903) no 14, du 3 avril 1894, estime que le dessin du tableau Paix éternelle est tellement nouveau et intéressant qu'il mérite une mention et de son analyse il conclut que « dans une tentative de peindre un espace aussi énorme il est difficile de trouver la perfection, mais ce tableau montre que le peintre est à la recherche d'une nouvelle voie et, à en juger par d'autres tableaux de moindre importance, il semble avoir trouvé sa voie ». Dans un article sur l'exposition des Ambulants, parue dans le magazine Vsemirnaïa Illioustratsia (tome no 51), (no 1314 en 1894), le critique Vladimir Tchouïko (ru), estime que ce tableau est un échec sur le plan artistique, mais ne peut s'empêcher d'ajouter « en dépit de tous les défauts techniques, le tableau fait ressortir l'état d'esprit de Levitan qui réussit à exprimer son impression du calme après la mort ou dans l'idée de la mort, mais il est dommage qu'il doive exprimer cette idée de façons aussi étrange »,.
De nombreux auteurs de publications sur l'exposition des Ambulants soulignent la faiblesse du tableau sur le plan pictural. Ainsi, le correspondant qui signé de ses initiales (M. Y) l'article du journal Novosti dnia no 3903, du 28 avril 1894, remarque que « la terre semble sculptée et collée sur l'eau, le nuage n'a pas de reflet ni d'ombre dans la rivière ». D'autres critiques estiment que « les nuages sont peints de couleurs trop sombres », que « les plans lointains peints en indigo sont trop lourds », « que la surface de l'eau est peinte uniquement en blanc » etc. Selon le critique Alekseï Fiodorov-Davydov, « le caractère nouveau du tableau avec ses traits décoratifs et son ambition de réaliser une tâche monumentale a été compris, curieusement comme un tableau inachevé, un vague badigeonnage destiné à ouvrir de nouvelles voies ».
Dans la presse périodique de l'époque on trouve aussi des publications franchement hostiles, dont les auteurs vont jusqu'à insulter le peintre et son œuvre. Ainsi dans Le Feuillet de Saint-Pétersbourg no 67, 10 mars 1894 sous le pseudonyme Réaliste est publié le quatrain suivant à l'adresse de Levitan :
« Tu as beaucoup barbouillé sans en tirer gloire.

Tes pastels, tes toiles méritent un sourire.

Par hasard tu as créé Paix éternelle.

Tes rochers dans le ciel, mon ami, c'est une erreur. »
Dans Le Journal de Pétersbourg no 77, du 20 mars 1894 le feuilleton du journaliste Vlas Drochevitch (en) Les géniaux Ambulants. Malentendu dans l'action , est construit sous la forme d'un dialogue entre le critique Vladimir Stassov et Isaac Levitan. Le résultat de leur discussion sur la peinture de Levitan aboutit à ce que « elle ne peut être utile que pour coudre avec sa toile une culotte bouffante pour Stassov,.
Il y eut néanmoins des critiques positives sur la toile Paix éternelle. Ainsi dans un article sur la 22e exposition des Ambulants, publié dans la revue Les Nouvelles russes (no 110), du 23 avril 1894 l'article du critique Vladimie Sizov (ru) qui considère le tableau de Levitan « bien construit et fort sensuel », et « se distinguant par ses incontestables qualités artistiques »,. Dans un article paru en 1894 dans la revue Artiste (en), l'écrivain et publiciste Vassili Mikheïev (ru) « saisit avec empathie le profonde psychologie de la toile et la considère comme un véritable tableau paysager, remarquable par son contenu et son esprit ».

## Description
Le tableau représente « un gigantesque développement de la surface des eaux du lac », avec de vastes étendues, qui ressemblent à des rivières de déversement des eaux . Au-dessus du lac, « un tourbillon de nuages qui s'entrechoquent ». La représentation du ciel peut être divisée en deux parties : l'une plus sombre formée de gros nuages de couleur sombre en bas du tableau, l'autre plus claire, formée de nuages plus légers dans le haut du tableau. Le plan le plus proche représente un promontoire formé d'une rive surélevée et sur lequel se trouve la petite église. À sa gauche se trouve un pauvre cimetière aux tombes abandonnées et sans doute oubliées depuis longtemps,. Le cimetière produit une impression opprimante avec ses tombes détruites, déjà nivelées par le temps, ses croix renversées, ses petits chemins envahis par les herbes. La partie de la composition représentant l'église et le cimetière sur la petite colline est celle qui est conçue le plus soigneusement par Levitan. L'ancienne église en bois au bord de la falaise s'inscrit parfaitement dans ce paysage, les arbres qui l'entourent sont peints minutieusement au pinceau doux. Selon le critique d'art Alekseï Fiodorov-Davydov, « le cap fragile avec son église et son cimetière, sur lequel souffle le vent, ressemble à la proue de quelque navire, s'avançant vers un inconnu lointain », et la petite lumière à la fenêtre de l'église est « un témoignage de la présence de l'homme, qui survit dans le calme et l'humilité ». Ce même critique remarque dans ce tableau on peut voir « une compositions claire des grandes parties du tableau et des détails différents attachés à chacune d'elles » ; tout cela correspondant au souhait de créer une composition dans laquelle « l'asymétrie est compensée grâce à la représentation inverse d'éléments particuliers tels le cap, l'île, les nuages etc. »

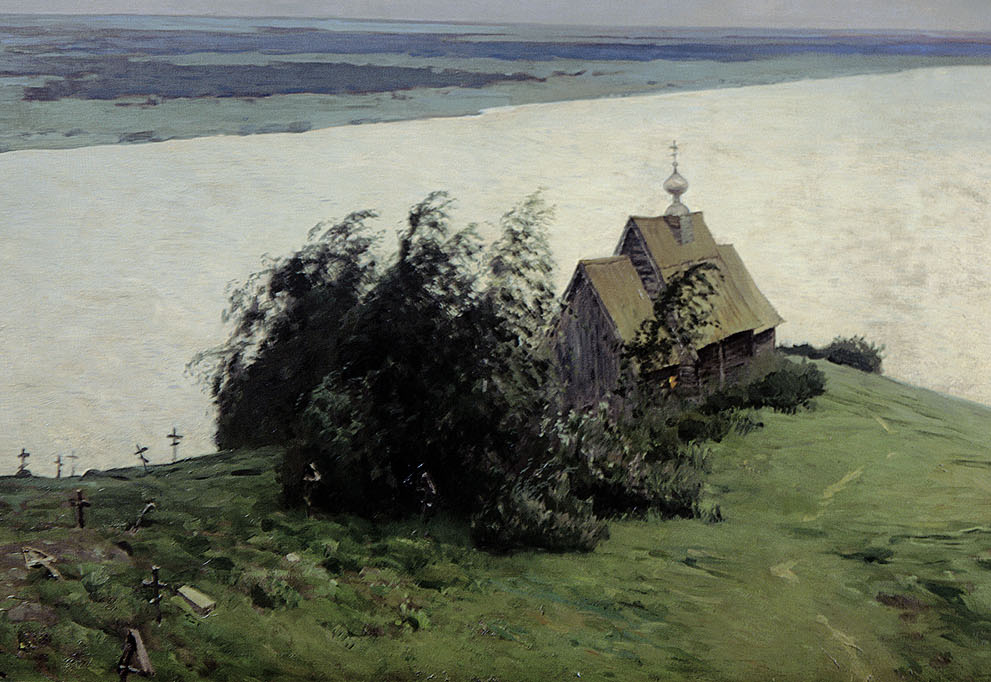
Église et cimetière (fragment du tableau).

La composition imaginée par Levitan nécessitait une technique picturale aidant à « ressentir l'immensité et la force de l'espace qui s'ouvre devant le spectateur ». Cela pourrait expliquer les différents modes de représentation et les techniques variables utilisés par le peintre dans la réalisation des plans proches et des plans lointains. La majesté du ciel sombre et orageux avec ses nuages bas est soulignée par la couche colorée placée au-dessus de la ligne d'horizon, et pour les parties plus élevées du ciel le dynamisme du coup de pinceau augmente et la texture se modifie : le mouvement de l'accumulation désordonnée des nuages est transmis par « une combinaison des nuances les plus subtiles de gris-mauve et par endroit par des tons gris-bistre ». Pour éviter la monotonie des couleurs de la grande masse d'eau, pour représenter les ondulation à la surface du lac, Levitan utilise du gris et du blanc et varie le sens de ses coups de pinceau, puis (sans doute au peigne), il raye la couche de peinture de la surface de l'eau ,.
Il existe différentes versions quant à l'emplacement où la toile a été réalisée et quant à l'église qui a servi de modèle pour la toile de Levitan. L'ouvrage de Morceaux choisis de Sofia Kouvchinnikova est souvent cité dans lequel elle affirme que le tableau Paix éternelle a été réalisé près du lac Oudomlia, « mais l'église qui se trouvait là était autre que sur le tableau et n'était pas belle, et le peintre l'a remplacé par l'église de Ples »,. Les critiques de l'œuvre de Levitan croient que c'est son tableau Église en bois sous les derniers rayons du soleil, de Ples, réalisé en 1888, que Levitan a utilisé pour Paix éternelle,. Cette église de Ples était dédiée à Pierre et Paul et se trouve sur une colline appelée plus tard mont Levitan. Cette église a brûlé en 1903 puis a été remplacée par l'église de la Résurrection du quartier de Bilioki qui a servi de prototype pour la toile Paix éternelle,.

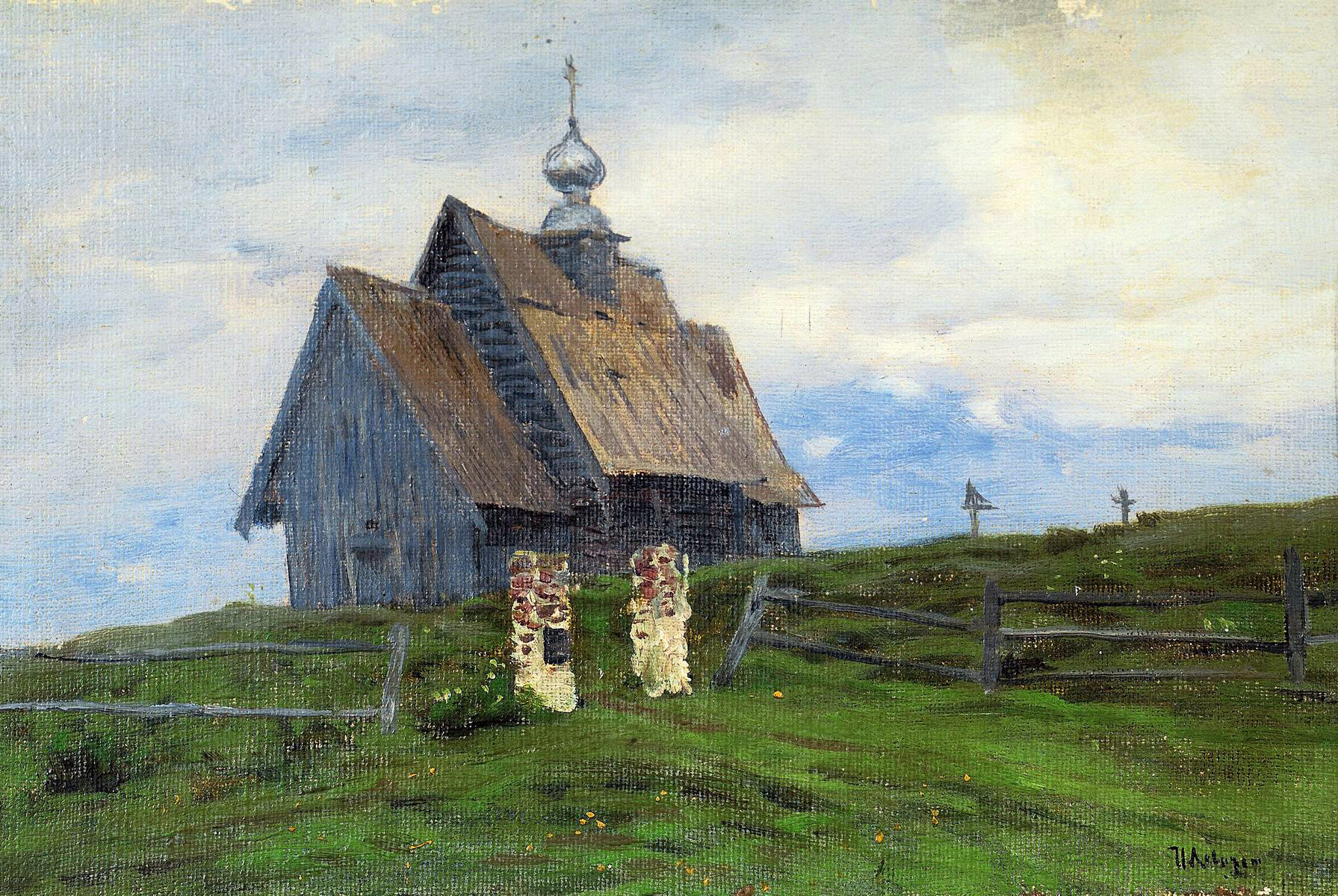
Église en bois de Ples sous les derniers rayons du soleil (étude, 1888, collection particulière).

Église de la Résurrection du hameau de Bilioki à Ples.

Le peintre Vitold Bialynitski-Biroulia présente dans ses mémoires une version différente de la réalisation du tableau Paix éternelle.
Selon lui Lévitan passait souvent avec ses couleurs et son chevalet par les rives du lac Ostrovno. Près duquel sur une butte se trouvait une vieille église en bois. Bialynitski-Biroulia rapporte le détail suivant : « Près de l'église, à proximité du lac, il y avait un cimetière oublié, envahi par la végétation. Des croix en bois tombées au sol, couvertes de mousse verte »,,. Vitold Bialynitski-Biroulia note aussi que « Levitan aimait aller au lac voisin d'Oudomlia et traverser en bateau jusqu'à l'île ovale de ce lac, d'où le lac d'Oudomlia était visible sur toute sa longueur ». Selon ses notes, « le cap de l'île est pris au premier plan de la toile, et est complété par la vue vers le lac Ostrovno avec l'église et le cimetière »,. Selon d'autres sources d'informations, « l'île ovale », dont le cap est représente sur le tableau pourrait être l'île Arjanik, qui est située dans la partie nord du lac Oudomlia, près de Garoussov,. Selon d'autres sources, il pourrait s'agir de l'île Dvinovo, située dans la partie sud du lac Oudomlia. Aujourd'hui cette île est couverte de forêts, mais à la fin du XIXe siècle elle était absolument sans arbres ».

## Esquisses et études

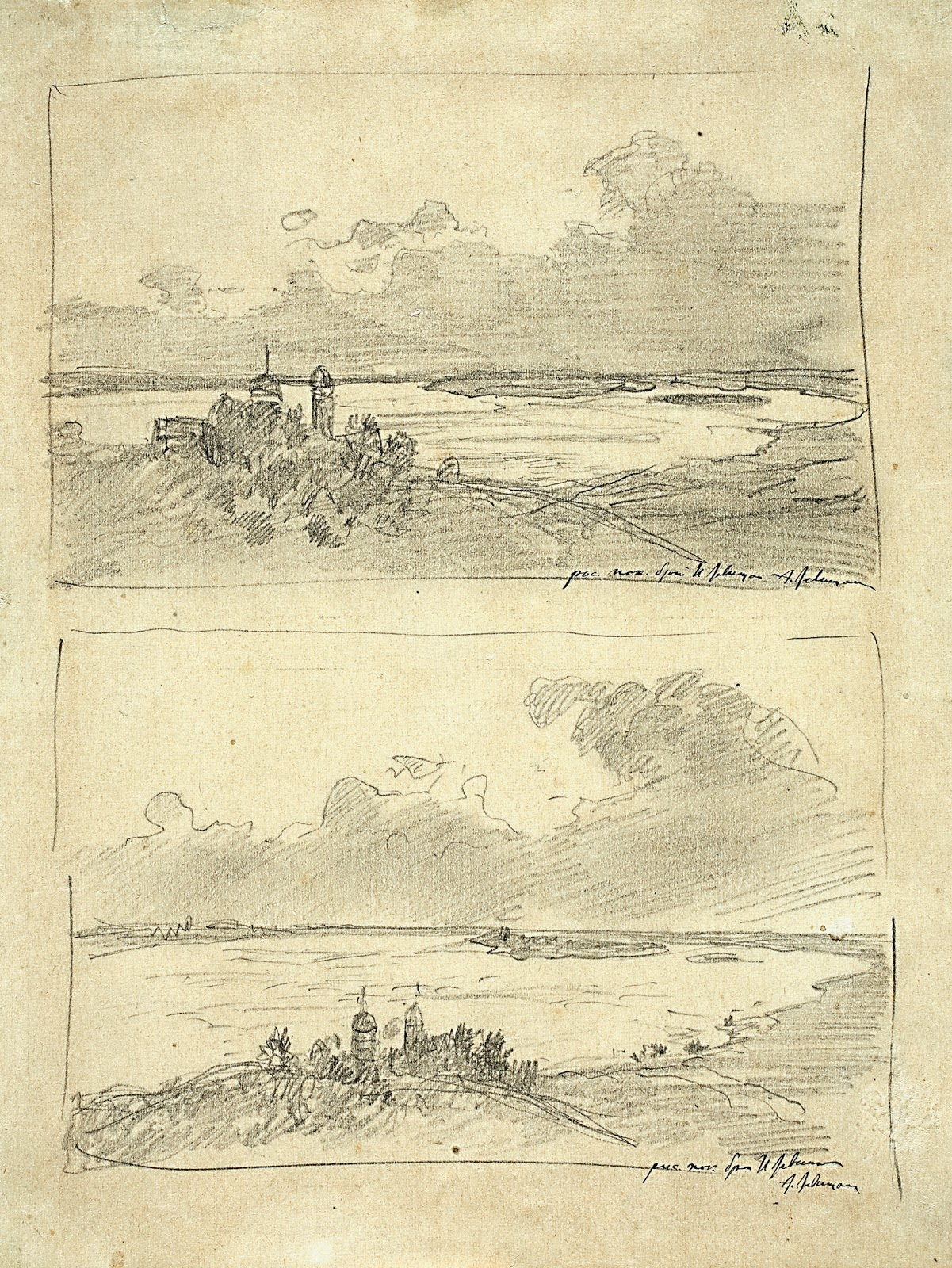
Avant l'orage (variante de croquis originaux du tableau Paix éternelle, 1893, Galerie Tretiakov).

À la galerie Tretiakov sont conservées deux esquisses graphiques du tableau Paix éternelle. Les dessins datés de 1893 portent le nom d'Avant l'orage et sont réalisés au crayon graphite sur une feuille de papier (dimensions 18 × 16 cm, à l'inventaire sous no 5689),. Le dessin placé au-dessus (dans ce texte de l'article) est considéré comme le premier et celui en-dessous comme le deuxième. Selon la critique d'art Faïna Maltseva, ces esquisses hâtives « ne sont même pas encore des croquis mais seulement une première idée qui contient en elle le germe d'un futur tableau ». Levitan montre l'émotion qui surgit dans la nature à l'approche de l'orage. Le dessin du bas est réalisé depuis un point de vue plus élevé que celui du haut, et c'est pourquoi les espaces aquatiques du lac semblent plus grands. Dans ces dessins on devine la hâte de l'artiste qui se manifeste par un trait inégal et irrégulier dans les contours des sujets représentés. selon E. Bialynitski-Biroulia, (veuve du peintre Vitold Bialynitski-Biroulia), ces esquisses représentent le lac Ostrovno et ses îles ainsi que l'église de la Trinité sur la berge.
La même année 1893, continuant son projet de création de Paix éternelle, Levitan crée plusieurs études. L'une d'elles Ciel nuageux (papier sur carton, huile, 17,8 × 26,2 cm,) est conservée au Musée russe,,, (no  d'inventaire Ж-1218), où elle est entrée en 1927 ; avant cela elle faisait partie de la collection de K. Ermakov. Un autre étude intitulée Le Ciel fait partie d'une collection privée à Moscou. Il semble que ces différentes études aient été réalisées par Levitan à différents moments : l'une d'elles (Ciel nuageux) représente des nuages de couleur violet foncé sur un ciel bleu, quant à l'autre grande étude (Le Ciel) (1893) elle présente des nuages gris dans un ciel de couleur jaune et grise,,.
Au cours de l'été 1893, Levitan crée un pastel intitulé Les Oubliés (actuellement dans une collection particulière), qui représente « un cimetière abandonné à flanc de coteau dont plusieurs croix sont tombées ». Ce pastel est exposé lors de la 13e exposition de la Société moscovite des amateurs d'art, qui s'est tenue en 1893-1894, ainsi qu'à une exposition posthume de Levitan en 1901.

Études pour Paix éternelle
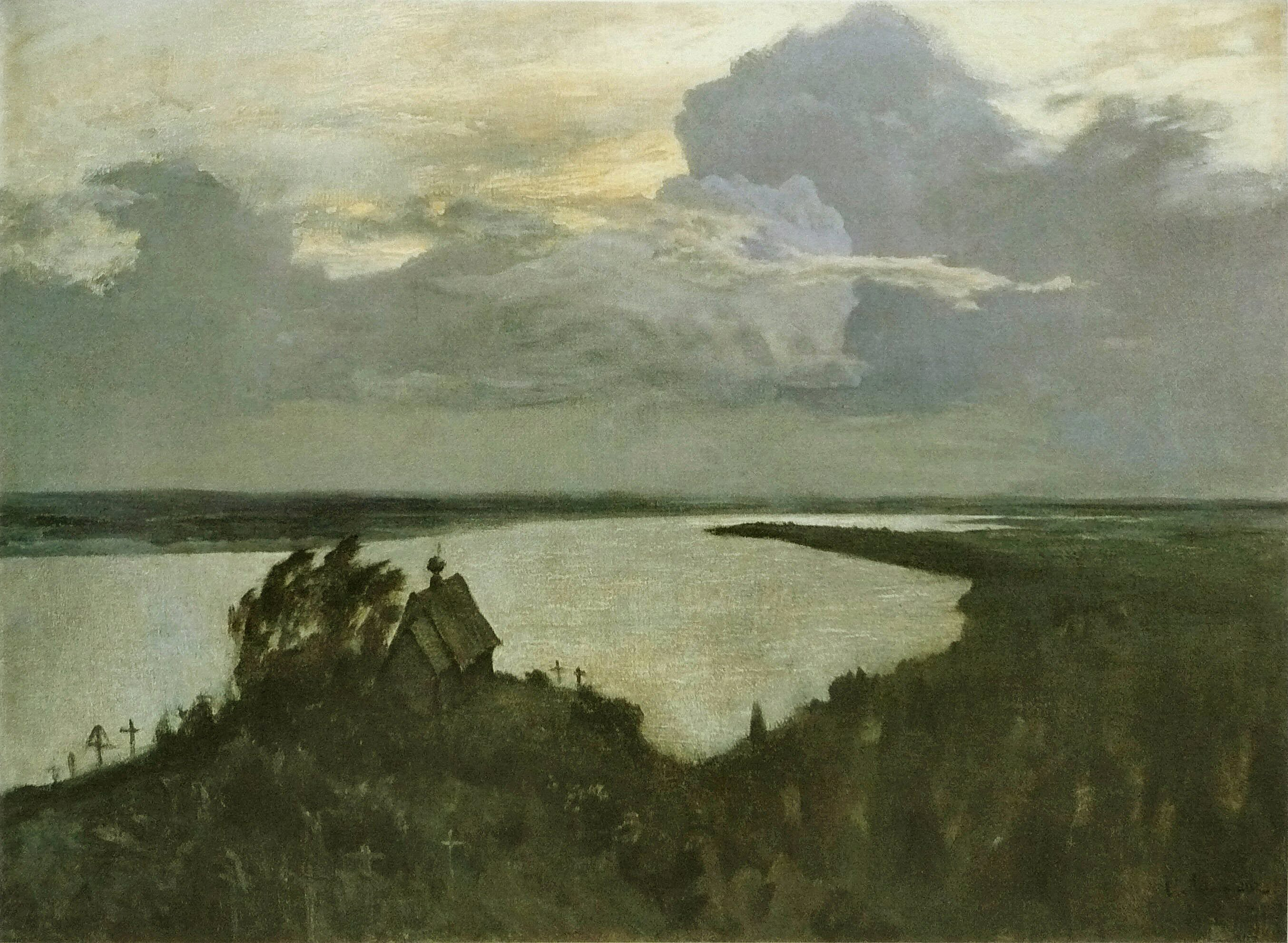
Avec un ciel jaune (grande esquisse, 1893, galerie Tretiakov).
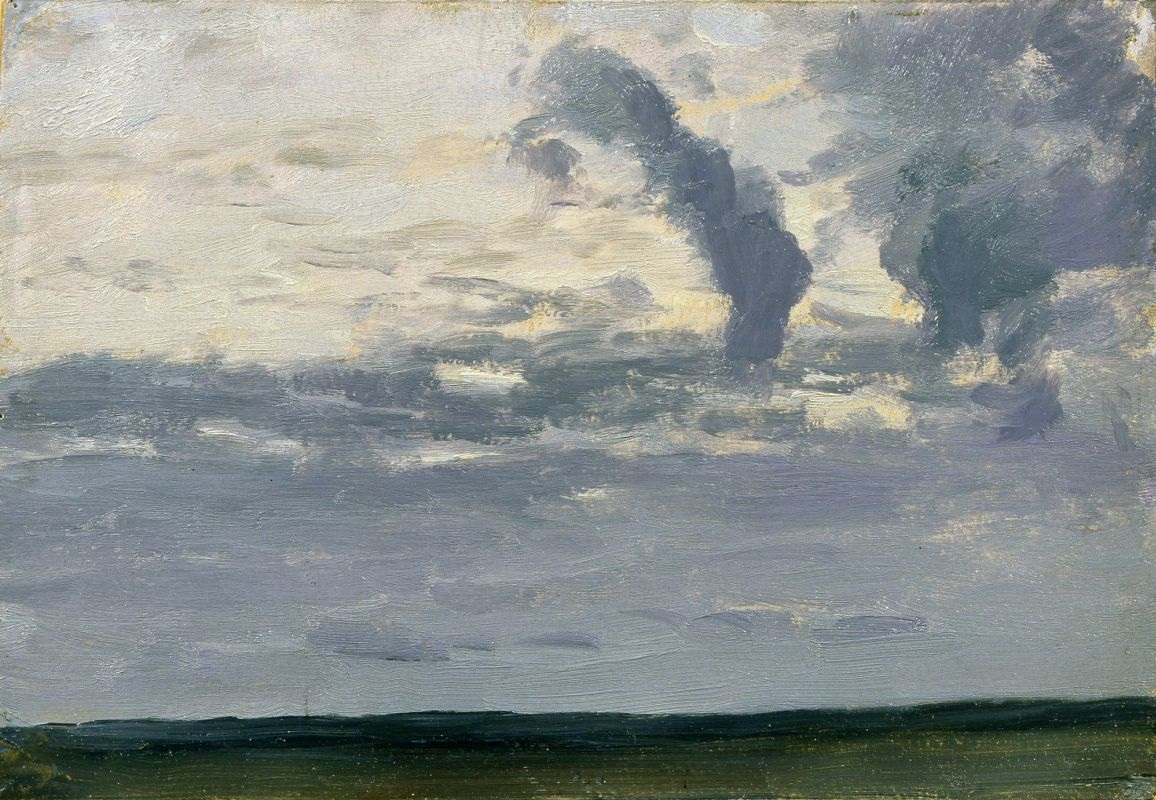
Ciel nuageux (1893, Musée russe).
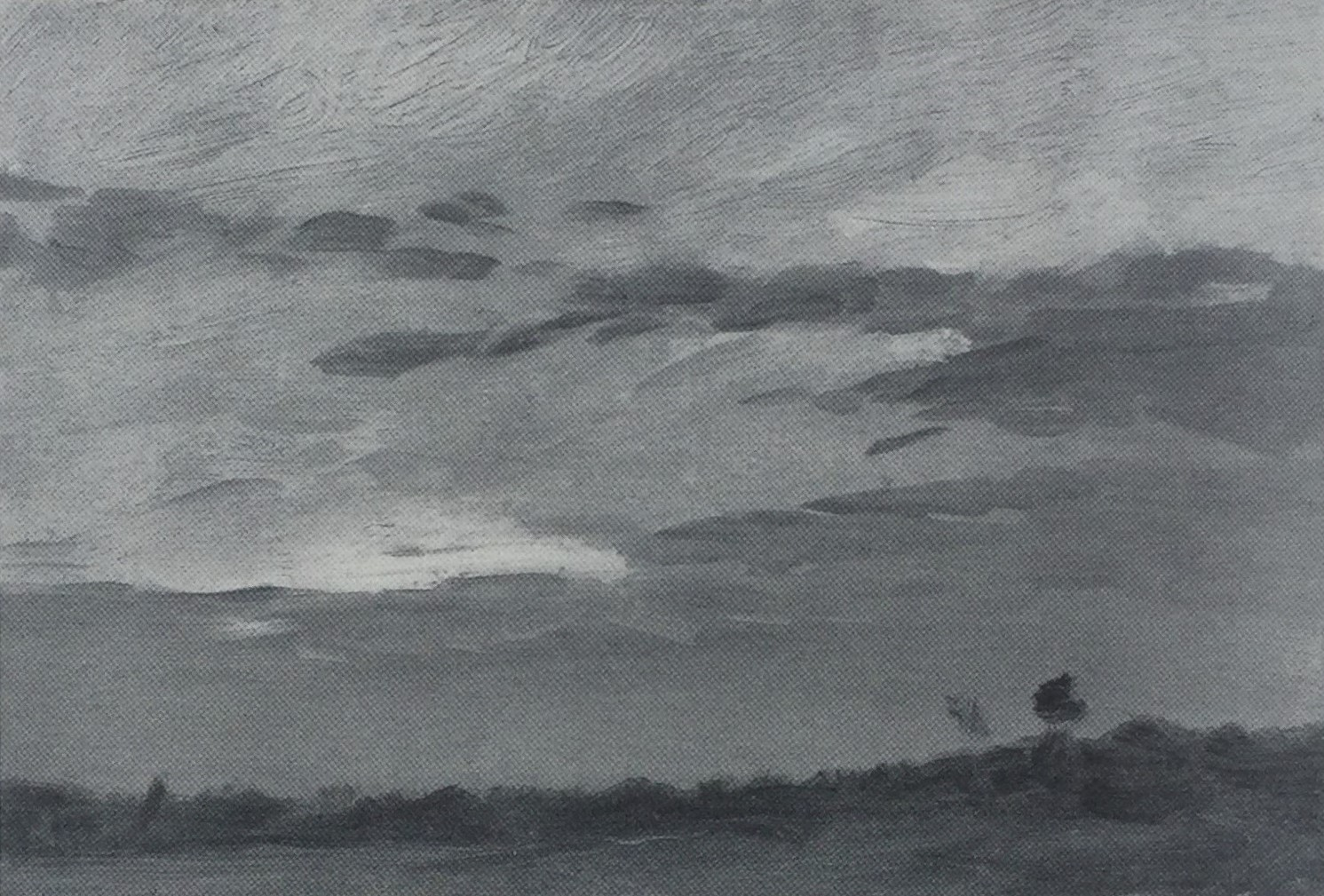
Le Ciel (1893, collection particulière).
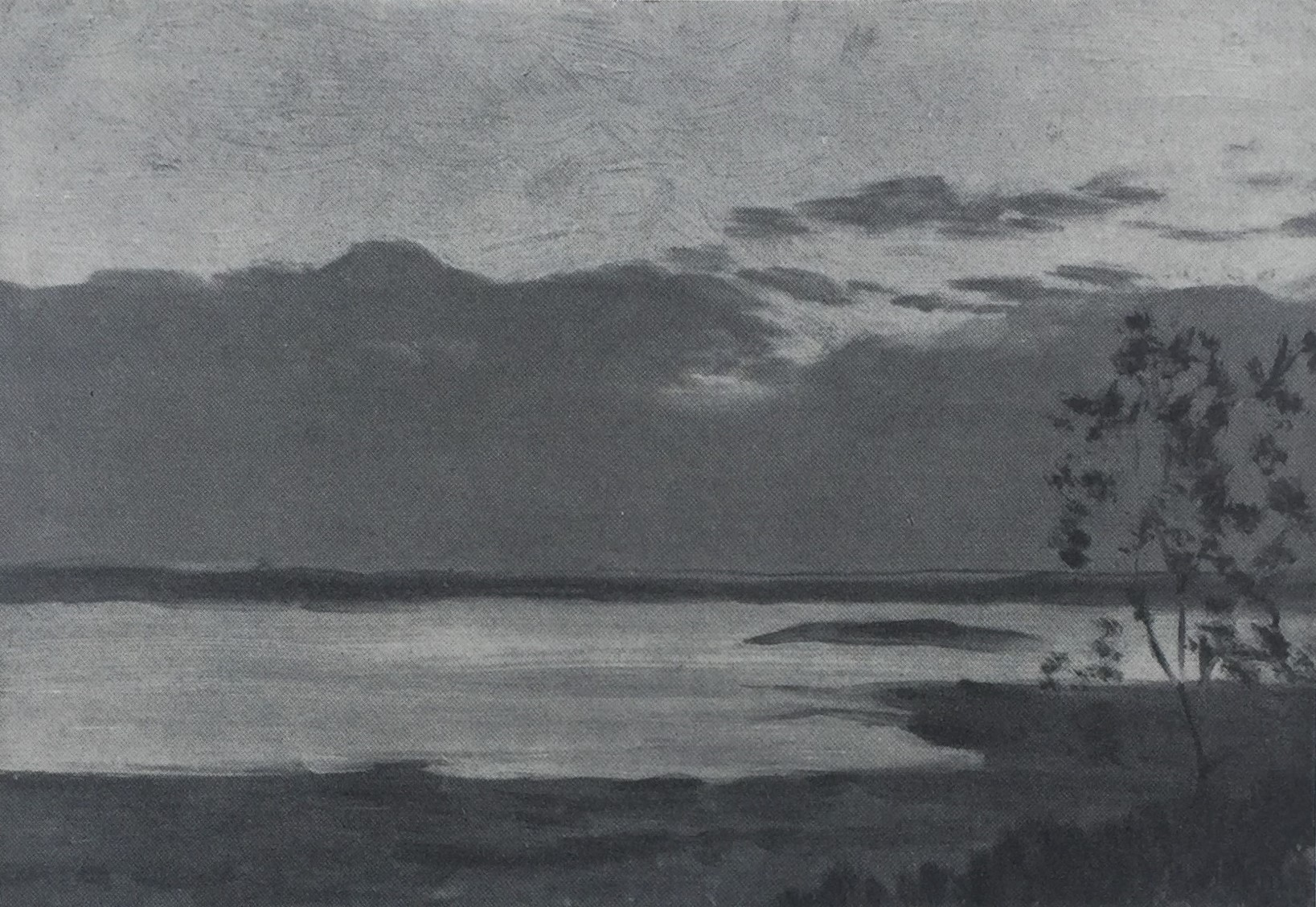
Le Lac (1893, collection particulière).

## Critiques
Dans un article de synthèse à propos de la 22e exposition des Ambulants, publié en 1894 dans la revue Artiste (en), l'écrivain et publiciste Vassili Mikheïev (ru) considère la toile Paix éternelle comme un authentique tableau paysager, ajoutant qu'il n'en connaissait pas d'autres qui répondent dans la même mesure aux exigences de ce type de tableau. Il apprécie aussi l'audace et l'originalité déployées par l'artiste. Pour comprendre ce tableau il faut, dit-il, d'abord s'en éloigner, puis se familiariser avec ses détails, et enfin ressentir l'accord profond existant entre l'esprit du tableau et tous ces détails . Selon Mikheïev, ce tableau de Levitan est une symphonie, étrange au premier abord, mais qui insensiblement enveloppe votre esprit, il suffit alors de faire confiance aux impressions qu'elle provoque ». Quant aux défauts du tableau, Mikheïev les trouve dans la représentation de l'eau, qui n'est pas tout à fait réussie, mais aussi dans une certaine grossièreté de la représentation des nuages, dans laquelle il aurait souhaité ressentir un dynamisme plus spontané. Il reste que selon Mikheïev, ces défauts n'empêchent pas de percevoir le travail de Levitan comme « une image de l'âme humaine dans une vision de la nature » et « un échantillon de haute puissance et d'originalité ».

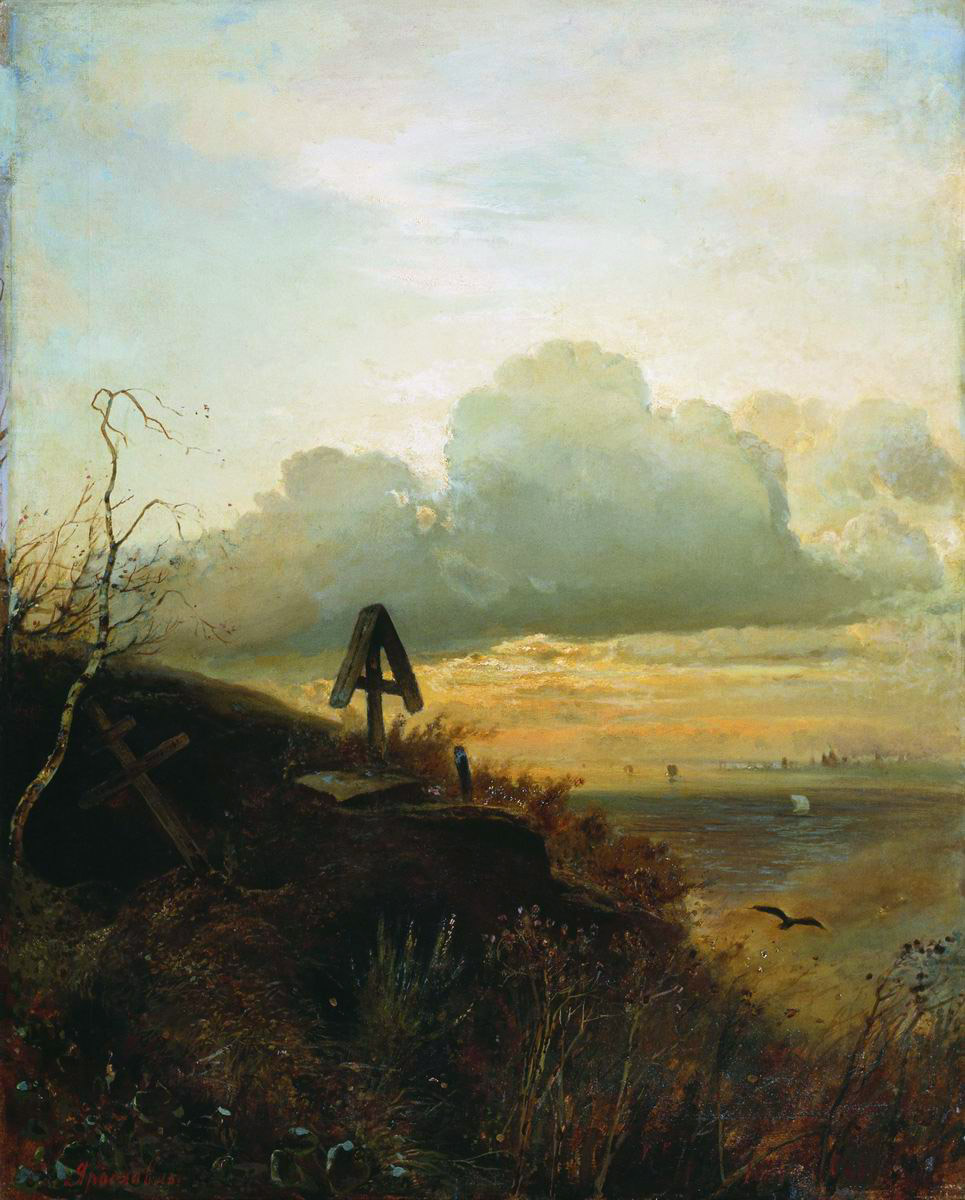
Alexeï Savrassov. Tombe sur la Volga (1874, Musée du kraï de l'Altaï)

Dans la préface de l'album dédié au centième anniversaire de la naissance de Levitan, le critique d'art Vladimir Prytkov écrit que dans ce tableau Paix éternelle « le peintre s'élève jusqu'au pathétique tragique », cherchant à « exprimer par l'image de la nature des pensées philosophiques de son époque ». Sans considérer cette toile comme centrale dans l'œuvre de Levitan, Prytkov reconnait qu'elle fait partie des créations les plus importantes de l'artiste. Par le caractère symbolique du tableau, Prytok écrit que Levitan veut montrer « la contradiction éternelle entre les forces majestueuses et belles de la nature et le destin pathétique de l'homme en elle ».
Dans une monographie sur l'œuvre de Levitan, parue en 1966, le critique d'art Alekseï Fiodorov-Davydov écrivait, que le tableau Paix éternelle aborde la question de « la relation de l'être humain à la vie éternelle de la nature ». D'un côté, l'artiste montre « le grandiose espace aquatique du lac et l'espace encore plus imposant et majestueux du ciel », et d'un autre point de vue, un petit promontoire sur lequel se trouve une vieille église et un cimetière rural abandonné. Selon Fiodorov-Davydov, « à partir de cette juxtaposition de la nature et des traces de la présence de l'homme se constitue un paysage tragique et plein de tristesse ». Selon le critique, dans ce tableau « avec toute la force de la maîtrise de Levitan se développe la comparaison de la vie humaine à la majesté grandiose de la nature ».

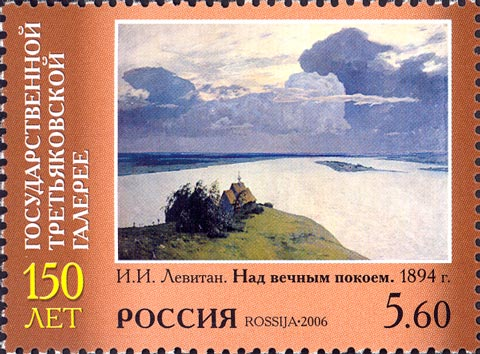
Tableau Paix éternelle sur un timbre poste russe en 2006

Une analyse comparative de trois œuvres de Levitan du « cycle dramatique » de la première moitié des années 1890 révèle pour le critique Vladimir Petrov, que si la première des trois œuvres Eaux profondes « exprime l'émotion et la compréhension par l'artiste des dissonances et des contradictions de l'être de manière personnelle et presque irrationnelle », le deuxième tableau - Vladimirka — présente plutôt « une dimension sociale et historique du courant figuratif », puis le troisième tableau — Paix éternelle — « témoigne de la pensée et de la palette dramatique de Levitan proche dans son essence d'une philosophie naturelle d'échelle planétaire par son ampleur ». Selon Petrov, le tableau Paix éternelle, peut à bien des égards être rapproché de celui d'Alekseï Savrassov Tombe sur la Volga (1874, Musée d'État des beaux-arts du kraï de l'Altaï), comme héritier d'une « tradition élégiaque » et comme « véritable image monumentale et, en son genre, une espèce d'élégie ».
Le critique d'art Vitali Manine (ru) remarque que le motif, la composition et la gamme de couleurs de la toile Paix éternelle sont caractéristiques de la nature russe en peinture. À propos de la signification philosophique de l'œuvre il écrit que le tableau « évoque de nombreuses associations, allusions, hypothèses ». Selon Manine, « dans le caractère expressif de la plastique du tableau » on retrouve facilement « un sentiment de puissance des éléments naturels, et leur signification implicite ». Selon ce critique ce tableau est l'un des plus expressifs, des plus associatifs et dynamiques de Levitan ».

## Liens extérieurs
- (ru) Galerie Tretiakov, La Paix éternelle/«Над вечным покоем»